# Adam Farkaš
Adam Farkaš (* 12. prosince 1943) je bývalý slovenský fotbalista, záložník.

## Fotbalová kariéra
V československé lize hrál za Spartak Trnava a Bohemians Praha. S Trnavou získal v letech 1968 a 1969 dvakrát mistrovský titul. Nastoupil v 75 ligových utkáních a dal 25 gólů. V Poháru mistrů evropských zemí nastoupil v sezóně 1968/1969 v 7 utkáních a v následující sezóně 1969/1970 ve 2 utkánich.

## Ligová bilance
| Ročník                                     | Zápasy | Góly | Klub            |
| ------------------------------------------ | ------ | ---- | --------------- |
| 1. československá fotbalová liga 1966/1967 | 23     | 7    | Spartak Trnava  |
| 1. československá fotbalová liga 1967/1968 | 9      | 3    | Spartak Trnava  |
| 1. československá fotbalová liga 1968/1969 | 24     | 13   | Spartak Trnava  |
| 1. československá fotbalová liga 1969/1970 | 8      | 1    | Spartak Trnava  |
| 1. československá fotbalová liga 1969/1970 | 11     | 1    | Bohemians Praha |
| CELKEM                                     | 75     | 25   |                 |